# 5301 Novobranets
5301 Novobranets eller 1974 SD3 är en asteroid i huvudbältet som upptäcktes den 20 september 1974 av den sovjetisk-ryska astronomen Ljudmila Zjuravljova vid Krims astrofysiska observatorium på Krim. Den är uppkallad efter den rysk-ukrainske författaren Vasilij A. Novobranets.
Asteroiden har en diameter på ungefär 20 kilometer och den tillhör asteroidgruppen Cybele.